# Terremoto de Jerez

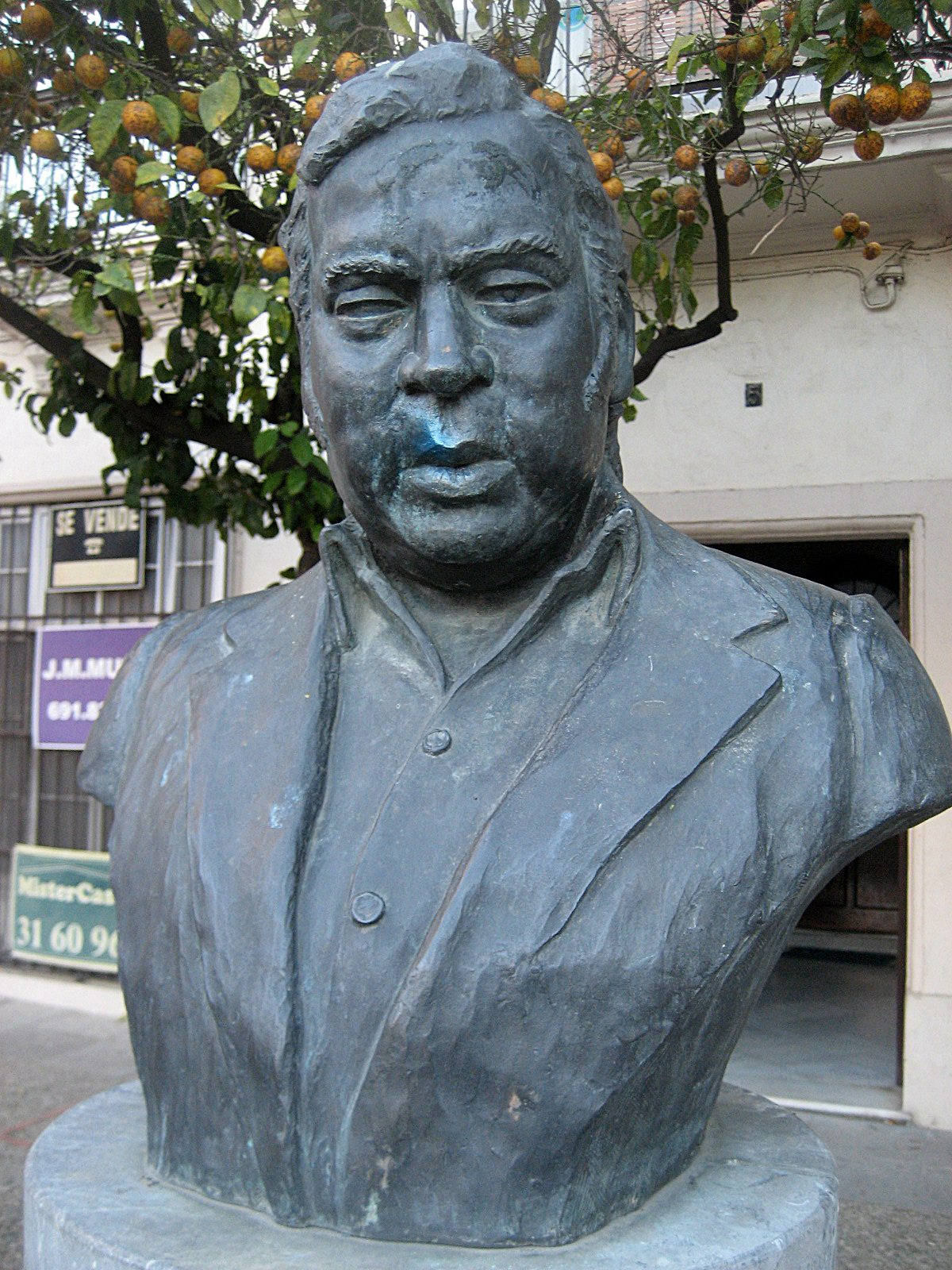
Büste von Terremoto de Jerez

Fernando Fernández Monje (* 1934 in Jerez de la Frontera; † 1981 ebenda), genannt Terremoto de Jerez, war ein spanischer Flamenco-Sänger.

## Leben
Terremoto gehörte zu einer weitverzweigten Roma-Familie, die eine Reihe hervorragender Flamenco-Künstler hervorbrachte. Er wuchs in der Calle Nueva im Herzen des Stadtviertels Barrio de Santiago in Jerez auf. Seine Schwester, * 1932, war María Soleá, in ihrem späteren Leben als Sängerin eine Art weibliches Gegenstück zu ihm, mit der weiblichen Entsprechung zu seiner dunklen Stimme.
Sein älterer Bruder, er nannte sich Curro Terremoto, war ein bewunderter Tänzer, der allerdings nach Amerika auswanderte und sich seitdem nur noch selten in der Heimat blicken ließ. Seinem großen Bruder folgend, begann Fernando ebenfalls zu tanzen und nannte sich alsbald sich Terremoto Chico. „Fernando wuchs zum Rhythmus der Bulerías auf“, sagte der Sänger und Tänzer Romerito de Jerez. Gemeinsam mit ihm trat er in den Bars von Jerez auf, beide tanzten und sangen und ließen anschließend die Mütze für einen Obolus herumgehen. Bei einer dieser Touren entdeckte sie Antonio Pulpón, ein bekannter künstlerischer Agent für Flamenco, und engagierte sie für Auftritte im Tablao Guajiro in Sevilla. Seitdem widmete er sich für den Rest seines Lebens dem Gesang.
Terremoto lernte niemals lesen und schreiben. Sein enger Freund Manuel Morao, dessen Gitarrenspiel ihn bei den meisten seiner Auftritte begleitete, beschrieb ihn als extrovertiert, als großes gutmütiges Kind, einen verspielten Mann ohne Arg, der gerne lachte und sich mit wenig anderen Dingen als mit dem Gesang beschäftigte.
Terremotos Sohn Fernando Terremoto (1969–2010), auch Terremoto Hijo genannt, ergriff den Beruf des Vaters und war ebenfalls ein bekannter Flamenco-Sänger.

## Gesang
In Bezug auf seinen Gesang war Terremoto selbstbewusst. 1968 zeichnete die Cátedra de Flamencología de Jerez ihn mit der Copa de las Bulerías aus. Er fand, dass der Siegespreis, den man ihm reichte – ein kostbarer Weinkelch aus Silber – zu klein sei. So wurde ein großer Pokal aus Messing gekauft, der ihm gefiel.
Seine Stimme war dunkel, rau, jedoch voller Musikalität. Er war ein herausragender Sänger des Sonido negro, des schwarzen Tons, der „Lieder von Feuer und von Tränen ohne Trost“.

«Si alguna vez el dolor ha sido bello, ero cuando Terremoto cantaba.»

„Wenn jemals der Schmerz schön war, dann war er es, wenn Terremoto sang.“

Manuel Morao beschrieb ihn als inspirierten Sänger, als ein Genie des Gitano-Gesangs. Jedes Mal, wenn er einen guten Tag hatte, habe er den Gitano-Gesang vorangebracht und um eine neue Schöpfung bereichert. Textkenntnis sei nicht seine Stärke gewesen, aber er habe die Texte, die er kannte, kreativ eingesetzt. Wenn es ihm gefiel, sang er den Text einer Soleá por bulerías, den Text einer Bulería por alegrías. Allerdings hatte er ausgeprägte Höhen und Tiefen. Wenn er inspiriert gewesen sei, sei er „das Licht“ gewesen, brillant, außergewöhnlich, so Manuel Morao. An schlechten Tagen hingegen habe er schlechter gesungen als jeder andere Sänger, der jemals schlecht gesungen habe.
Agustín Gómez schrieb, dass er mit seiner Originalität und seinen Emotionen sein Publikum erschüttert habe; es in einen aberwitzigen Wirbel hineingezogen habe. Alle Schemen, alle Bezeichnungen, alle Schubladen habe er in Unordnung gebracht, um sich dem Strudel, der Raserei des Gefühls hingegeben. Ihm könne man nicht vorwerfen, dass er jemals unaufrichtig gewesen sei. Er habe es niemals nötig gehabt, singen zu lernen: er sei der Gesang gewesen.
Sein unkonventioneller Stil, seine Höhen und Tiefen fanden nicht nur Zustimmung. Der Dichter Ricardo Molina verurteilte seine Seguiriyas als unrein; er sei ein äußerst schlechter Nachfolger von Manolo Caracol. Mit der Unterstützung seiner Anhänger habe er die alten Lieder, die in reiner Form wiederhergestellt worden seien, verunreinigt. Mit seiner Einschätzung, dass Terremoto keine große Zukunft vor sich habe, lag Molina allerdings falsch.